# Otto Wrede
Otto Wrede, född 7 mars 1766 i Kungslena socken, Skaraborgs län, död 13 september 1804 på Uddboö i Estuna socken, Stockholms län, var en svensk friherre, överste och 
grafiker. 
Han var son till generalen Fabian Casimir Wrede av släkten Wrede af Elimä och Ottiliana Charlotta Fleming af Liebelitz och farbror till Agathe Wachtmeister af Johannishus och Constantia Charlotta Ottilana Mörner af Morlanda. Wrede blev överste 1790 och utnämndes till chef för Svea artilleriregemente och direktör över allt artilleriet 1797 samt slutligen chef för Västerbottens regemente 1800. I unga år studerade han konst och var verksam som grafiker och utförde bland annat landskapsskildringar och arkitekturmotiv. Wrede är representerad vid Nationalmuseum med ett flertal grafiska blad.